# Afriqiyah Airways
A Afriqiyah Airways (em árabe: الخطوط الجوية الأفريقية) é uma companhia aérea da Líbia. Opera voos domésticos entre Trípoli e Benghazi e internacionais para mais de 25 países da Europa, África, Ásia e Oriente Médio. Sua principal base é o Aeroporto Internacional de Trípoli. O nome Afriqiyah vem da palavra árabe para "africano" e suas cores vermelho, preto, amarelo e verde simbolizam o continente africano. O logo 9.9.99 no estabilizador vertical dos aviões da empresa se refere à data da Declaração de Sirte, que marcou a formação da União Africana. A pretensão da Afriqiyah Airways era de ser a "Companhia Aérea da África", com seu hub em Trípoli.
A companhia é membro da Arab Air Carriers Organization e da Associação Internacional de Transportes Aéreos. Arrecadou US$120 milhões em receita em 2006.

## História
A empresa foi criada em abril de 2001 e começou a operar em 1º de dezembro do mesmo ano. É totalmente de propriedade do governo líbio e em março de 2007 tinha 287 funcionários. Começou operando uma aeronave Boeing 737-400, mas em 2003 substituiu sua frota apenas no aviões da Airbus.
A Afriqiyah Airways assinou um Memorando de Entendimento para a aquisição de seis Airbus A320s e três A319s com opção de mais cinco, bem como três Airbus A330-200s, com opção de mais três. As aquisições são parte da estratégia de expansão de longo prazo da jovem empresa líbia. O primeiro A319 foi entregue em 8 de setembro de 2008.
Os novos A320s e A319s serão colocados em serviço na crescente rede internacional da companhia, fazendo rotas desde sua base em Trípoli para dezessete destinos no norte, oeste e centro da África e no Oriente Médio, assim como para destinos europeus como Paris, Bruxelas, Londres, Roma e Amsterdã. Os A319s têm capacidade para 124 passageiros em configuração de duas classes, enquanto os A320s acomodam até 150 também em duas classes. Os A330s fazem rotas de longa distância para o sul da África, Ásia e Europa e são configurados para 253 passageiros em três classes.

## Frota

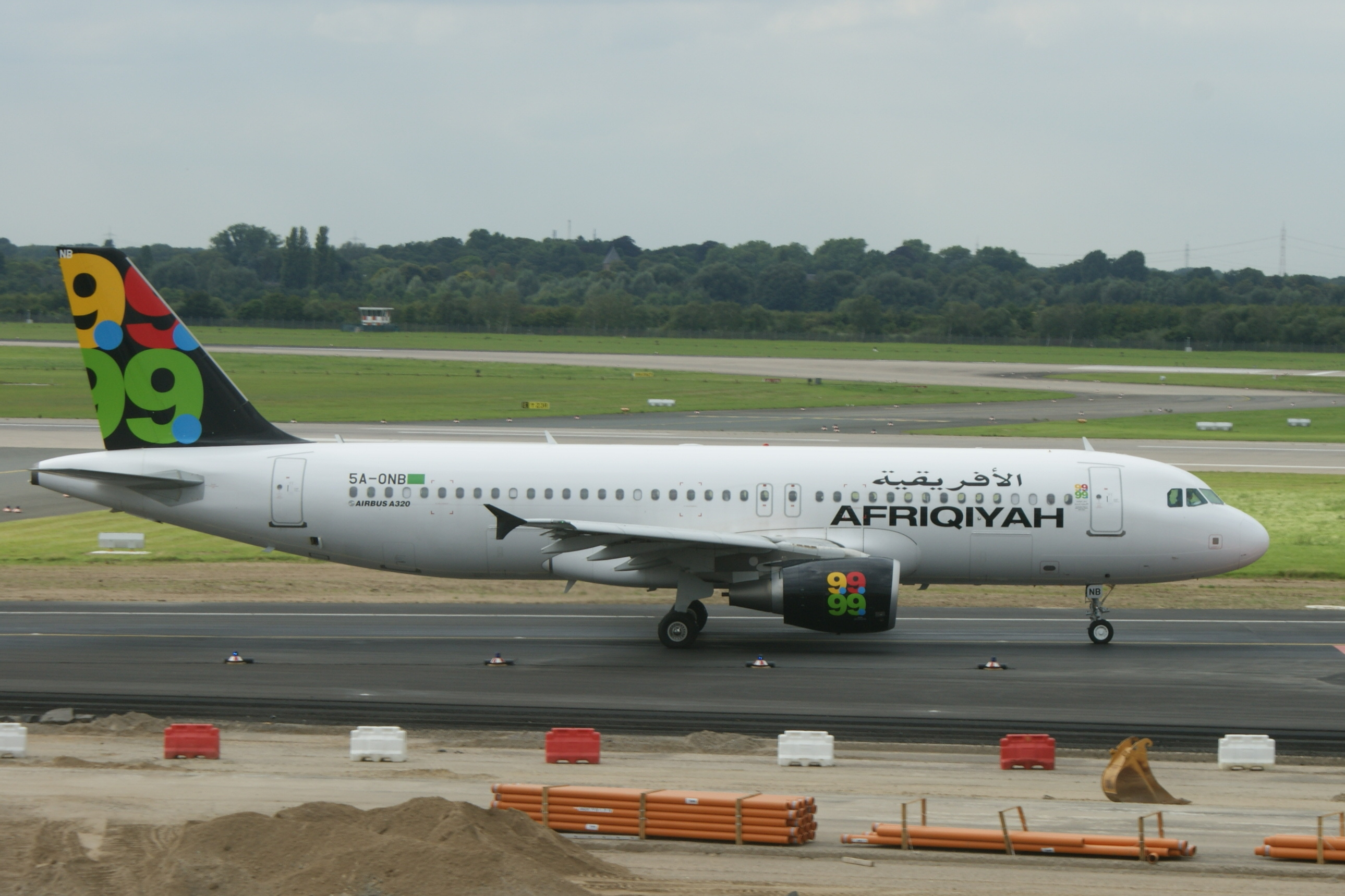
Afriqiyah Airways Airbus A320 em Düsseldorf.

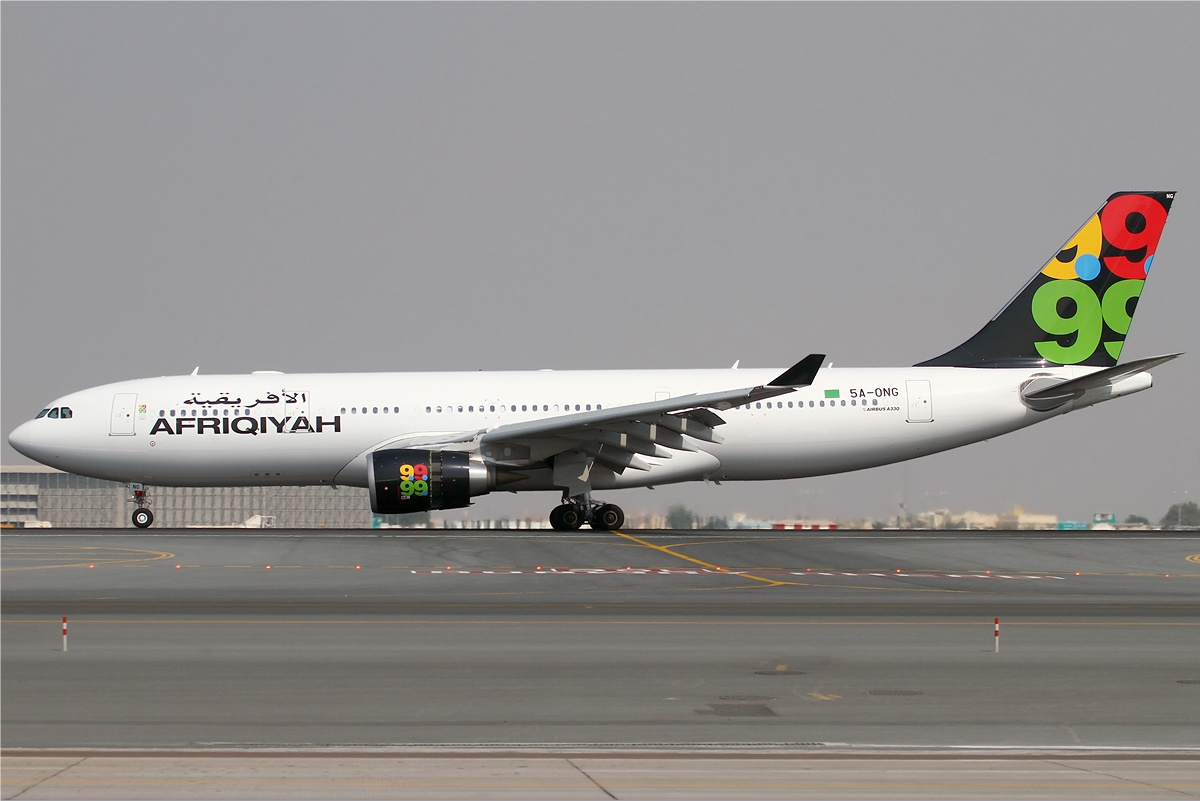
Afriqiyah Airways Airbus A330

A frota da Afriqiyah Airways consiste das seguinte aeronaves (até maio de 2010):
| Modelo          | Em operação | Encomendas | Possibilidade de aquisição | Passageiros (Executiva/Econômica) | Notas      |
| --------------- | ----------- | ---------- | -------------------------- | --------------------------------- | ---------- |
| Airbus A300-600 | 1           | 0          | 0                          |                                   | Espaço VIP |
| Airbus A319-100 | 3           | 0          | 5                          | 112 (16/96)                       |            |
| Airbus A320-200 | 5           | 6          | 0                          | 142 (16/126)                      |            |
| Airbus A330-200 | 2           | 0          | 3                          | 230 (30/200)                      |            |
| Airbus A340-200 | 1           | 0          | 0                          | 261                               | Espaço VIP |
| Airbus A350-900 | 0           | 6          | 0                          | A ser definido                    |            |
| Total           | 11          | 12         | 8                          |                                   |            |

AERONAVE ABATIDA
Durante a Guerra Civil que ocorre (desde de maio de 2011-) na Líbia para a derrubada do poder do Ditador há mais de 40 anos no poder, forças leais ao ditador metralharam uma aeronave Airbus da Afirqiyah Airways tendo perda total do equipamento, após muitos combates no Aeroporto de Trípoli, companhias aéreas internacionais que operam na região, suspenderam seus voos temporariamente para segurança dos passageiros.
Atualmente, a idade média da frota da empresa é de 5 anos.

## Acidentes e incidentes
- Em 12 de maio de 2010, às 04:10 UTC (06:10 hora de Trípoli), um Airbus A330 que fazia o voo 771 entre Joanesburgo e a capital líbia, caiu na aproximação do aeroporto de Trípoli.[3][4] De acordo com diversas fontes, 103 pessoas morreram (11 tripulantes), incluindo 70 cidadãos dos Países Baixos. O único sobrevivente foi uma criança neerlandesa. A aeronave acidentada era uma Airbus A330-202 (número de série 1024), entregue em 8 de setembro de 2009.[5] O tempo no momento da queda estava nublado, porém como voa visibilidade e sem a presença de neblina ou tempestade.[6]